# Alexander Sergejewitsch Ustjugow

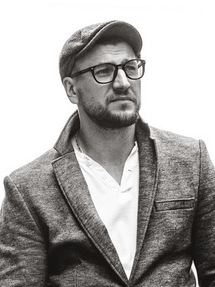
Alexander Sergejewitsch Ustjugow (2017)

Alexander Sergejewitsch Ustjugow (russisch Александр Сергеевич Устюгов, wiss. Transliteration Aleksandr Sergeevič Ustjugov; * 17. Oktober 1976 in Ekibastus, Pawlodar, Kasachische SSR, Sowjetunion) ist ein russischer Theater- und Filmschauspieler.

## Leben
Ustjugow wurde in Ekibastus im heutigen Kasachstan als Sohn einer russischen Familie geboren. Nach seinem Abschluss an der Ekibastus-Sekundarschule Nr. 15 trat er in die Berufsschule Nr. 18 ein und spezialisierte sich auf elektrische Reparatur, Installation und Demontage von Bergbaumaschinen. Er absolvierte die Berufsschule mit Auszeichnung, während er im Kohlentagebau „Wostotschny“ arbeitete. Zwischen 1988 und 1993 studierte er für fünf Jahre an der Kunstschule und praktizierte während dieser Zeit Boxen an der Sportschule „Schassybai“. Er setzte seine Ausbildung in Omsk fort, wo er 1993 an der Staatliche Universität für Verkehrswesen Omsk Ingenieur für Waggonbau studierte. Dort studierte er drei Semester lang, bevor er als Illuminator an das Omsker Jugendtheater wechselte, und sich dann einer Theatertruppe anschloss.
1996 trat er in die regionale Hochschule für Kultur und Kunst in Omsk  ein und studierte bei L. I. Michailowa. Anschließend übersiedelte er nach Moskau und besuchte ab 1999 weitere drei Jahre die Schtschukin-Theaterhochschule, wo er bei Rodion Jurjewitsch Owtschinnikow studierte.  2002 debütierte er in einer Nebenrolle als deutscher Wehrmachtsoldat in dem Kriegsfilm Todeskommando Russland 2. Nach seinem Abschluss wurde er 2003 in die Truppe des Russischen Akademischen Jugendtheaters (RAMT) in Moskau eingeladen, wo er bis 2014 auftrat. Im selben Jahr erfolgte der Umzug nach Sankt Petersburg.
2005 verkörperte er die Rolle des Platon Tolstoi in 80 Episoden der Fernsehserie Adjutanten der Liebe. Er stellte die Rolle des Roman Schilow in der Mini-Serie Cop Wars und dessen Nachfolger von 2005 bis 2010 dar. Für seine Leistungen in der Rolle des Großfürsten Jaroslaw in der Fernsehserie Die Goldene Horde wurde er für den TEFI Award in der Kategorie Bester Schauspieler in einer TV-Serie nominiert. Von 2018 bis 2019 verkörperte er den Antagonisten Wiktor Pawlowitsch Toropow im Netflix Original Better Than Us.
Ustjugow war zweimal verheiratet. Aus erster Ehe mit der Schauspielerin Janina Sokolowskaja hat er eine Tochter.

## Filmografie
- 2002: Todeskommando Russland 2 (Zvezda/Звезда)
- 2005: Cop Wars: Not a Child’s Play (Mentovskie voyny. Nedetskie igry/Ментовские войны – 1) (Mini-Serie)
- 2005: Adjutanten der Liebe (Адъютанты любви) (Fernsehserie, 80 Episoden)
- 2006: Cop Wars 2 (Mentowskie wojny  2/Ментовские войны – 2) (Mini-Serie, 12 Episoden)
- 2006: Petja Welikolepny (Петя Великолепный) (Fernsehserie)
- 2006: Moscow Mission (Obratny otstschet/Обратный отсчет)
- 2007: Cop Wars 3 (Mentowskie voiny – 3/Ментовские войны – 3) (Mini-Serie, 12 Episoden)
- 2008: Väter und Kinder (Otzy i deti/Отцы и дети) (Fernsehserie)
- 2008: Mentowskie voiny – 4 (Ментовские войны – 4) (Mini-Serie, 8 Episoden)
- 2010: Mentowskie voiny – 5 (Ментовские войны – 5) (Mini-Serie, 16 Episoden)
- 2011: Petschali-radosti Nadeschdy (Печали-радости Надежды) (Mini-Serie)
- 2013: Priwjet ot Katjuschi (Привет от Катюши) (Mini-Serie, 4 Episoden)
- 2013: Moja familija Schilow (Моя фамилия Шилов) (Fernsehfilm)
- 2014: Sunstroke (Solnetschny udar/Солнечный удар)
- 2014: Die Spur des Tigers (Sled tigra/След тигра) (Fernsehfilm)
- 2016: Rhapsody of Leningrad
- 2016: 28 Soldiers – Die Panzerschlacht (Dwadzat wossem panfilowzew/28 панфиловцев)
- 2016: Viking (Викинг)
- 2017: Naljot (Налёт) (Fernsehserie)
- 2017: Lutschik (Лучик) (Mini-Serie)
- 2018: Die Goldene Horde (Solotaja Orda/Золотая Орда) (Fernsehserie, 16 Episoden)
- 2018: Eight Beads on A Thin Thread (Wossem busin na tonkoi nitotschke) (Mini-Serie)
- 2018: Godunow (Годунов) (Fernsehserie)
- 2018–2019: Better Than Us (Lutschsche, Tschem ljudi/Лучше, чем люди) (Fernsehserie, 16 Episoden)
- 2019: Secret Weapon (Sekretnoe oruschie/Секретное оружие)
- 2019: Union of Salvation (Sojus spassenija/Союз спасения)
- 2020: Rikoschet (Рикошет) (Fernsehserie, 16 Episoden)
- 2020: Ochota na pewizu (Охота на певицу) (Fernsehserie)
- 2020: Weißer Schnee (Bely sneg/Белый снег)